# Buchberg (Sengenthal)
Buchberg ist ein Gemeindeteil der Gemeinde Sengenthal im Landkreis Neumarkt in der Oberpfalz in Bayern.

## Lage
Das Dorf liegt langgestreckt auf rund 439 m ü. NHN am südöstlichen Hang des gleichnamigen, 591 m hohen Zeugenberges, westlich vor dem Stufenhang zur Weißjurafläche der nördlichen Frankenalb. Unmittelbar östlich an Buchberg führt die Kreisstraße NM 18 vorbei. Diese zweigt im Norden von der Bundesstraße 299 ab und führt nach Buchberg zum Sengenthaler Gemeindeteil Reichertshofen.

## Geschichte
Auf dem Gipfelplateau des Buchberges befinden sich als frühgeschichtliche Bodendenkmäler mit zwei Ringwällen die Reste eines keltischen Oppidums. Die Anlage auf dem Hauptmassiv sowie auf dessen Nordausläufer umfasste eine Fläche von 24 Hektar und wurde vermutlich als Wohn-, Wehr- sowie Kultstätte genutzt.
Buchberg wurde wohl erstmals um 1274 genannt; im Salbuch des Herzogs Ludwig des Strengen heißt es, dass zum herzoglichen Amt „Perngaw“ (Berngau) „uv dem Puchberge“ zwei Güter gehören. 1320 fand der Neumarkter Schultheiß Heinrich von Buchberg Erwähnung; es hatte einen Adelssitz am Buchberg gegeben, von dem noch geringe Reste in den 1920er Jahren vorhanden waren. Spätere Besitzer waren die von Rindsmaul (Adelsgeschlecht);  1412 verkauften Hans und Hartung Rindsmaul den Zehent an den Bayernherzog Johann. Als 1420 das Kloster Gnadenberg auf dem Eichelberg bei Sindlbach von Pfalzgraf Johann von Neumarkt und seiner Gattin gegründet wurde, gehörte zur Dotation auch deren Besitz in Buchberg.
Kirchlich gehörte Buchberg zur Pfarrei Berngau und deren Filiale Reichertshofen (1867 zur Pfarrei erhoben). 1616 zeigt ein Einnahmeverzeichnis der Pfarrei Berngau, dass in Buchberg der Großzehent von fünf Häusern dem Pfarrer zustand, von zwei Häusern hälftig dem Pfarrer und dem Kloster Gnadenberg und von einem Haus dem Pfarrer ein Drittel und zwei Drittel dem Amtsknecht in Pölling. 1670 lebten in Buchberg 15 Familien, die den Großzehent dem Kurfürsten, den Kleinzehent dem Pfarrer gaben. Am Ende des Alten Reiches, um 1800, gehörte Buchberg zur Oberen Hofmark Berngau und unterstand hochgerichtlich dem herzoglich-baierischen Schultheißenamt Neumarkt.
Im Königreich Bayern war Buchberg dem zwischen 1810 und 1820 gebildeten Steuerdistrikt Reichertshofen zugeordnet. Mit dem Gemeindeedikt von 1818 wurde die Ruralgemeinde Stauf aus den beiden Orten Stauf und Buchberg des Steuerdistrikts Reichertshofen gebildet.

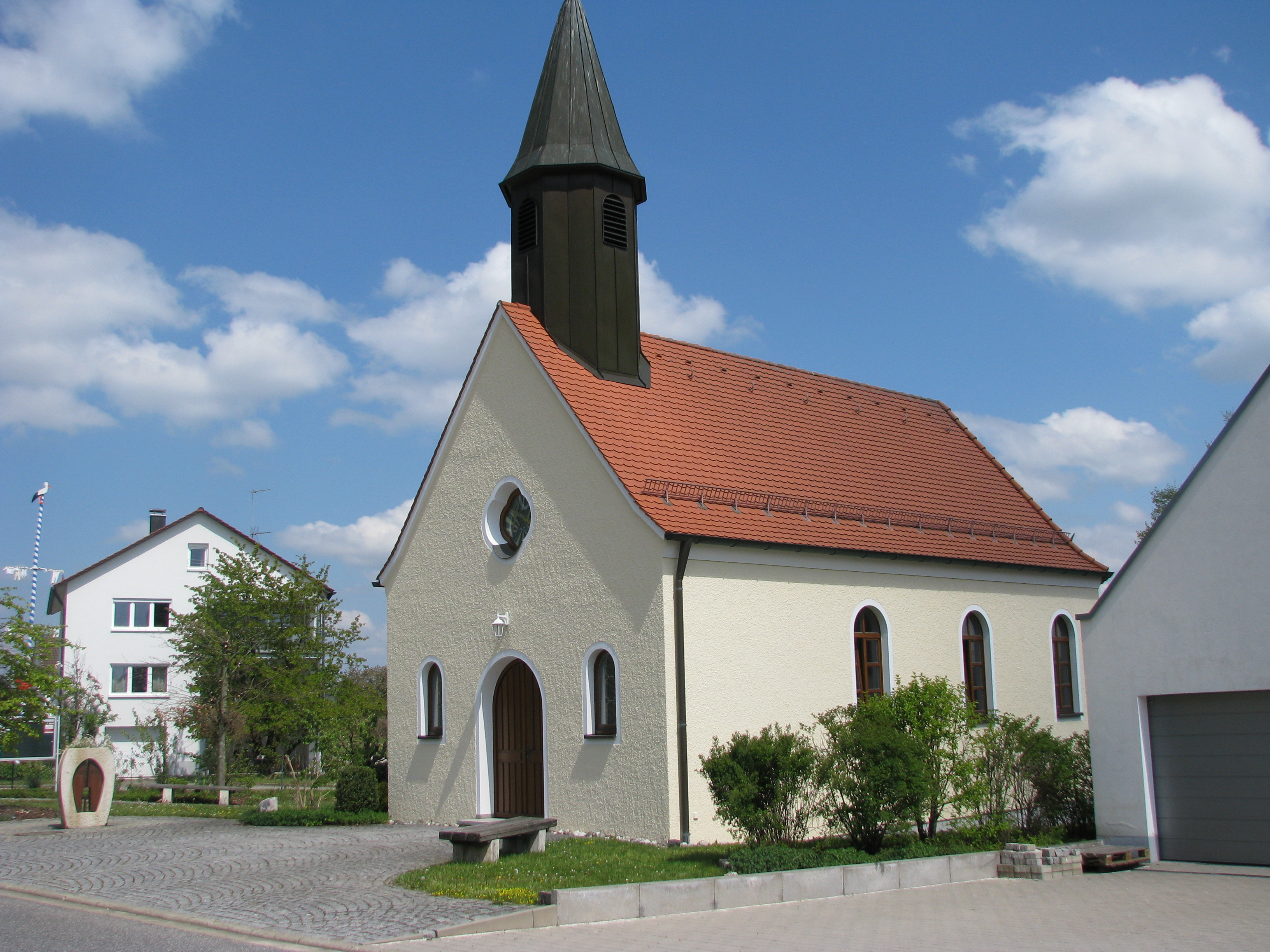
Ortskapelle

1834 baute die Ortsgemeinde eine Kapelle ohne Messlizenz. Gemäß der Volkszählung vom 1. Dezember 1871 bestand Buchberg aus 42 Gebäuden mit 126 Einwohnern; an Großvieh waren zwei Pferde und 107 Stück Rindvieh vorhanden. An der Einwohnerzahl änderte sich bis weit in das 20. Jahrhundert hinein wenig.
Im Zuge der Gebietsreform in Bayern wurde die Gemeinde Stauf und damit auch Buchberg am 1. Juli 1972 in die Gemeinde Sengenthal eingemeindet.

### Hinterpuchperg
In der Nähe ist „Hinterpuchperg“ abgegangen, das 1274 als herzoglich-bayerischer Besitz erwähnt wurde.

### Einwohnerzahlen
- 1830: 098 (20 Häuser)[14]
- 1836: 120 (20 Häuser)[15]
- 1861: 122 (42 Gebäude, Schloss)[16]
- 1871: 126 (42 Gebäude, Schloss)[17]
- 1900: 109 (23 Wohngebäude, Schloss)[18]
- 1938: 118[19]
- 1961: 166 (34 Wohngebäude)[20]
- 1987: 532 (151 Wohngebäude, 177 Wohnungen)[1]

## Vereine
- Freiwillige Feuerwehr Buchberg
- Obst- und Gartenbauverein Buchberg

## Bekannte Söhne und Töchter Buchbergs
- Julian Wittmann, Jurist, Kommunalpolitiker, Erster Bürgermeister der Stadt Lichtenfels, Mitglied der Verfassunggebenden Versammlung in Bayern, Landtagsabgeordneter (MdL)